# 舍尼蓋勒
35°33′N 2°36′E / 35.550°N 2.600°E

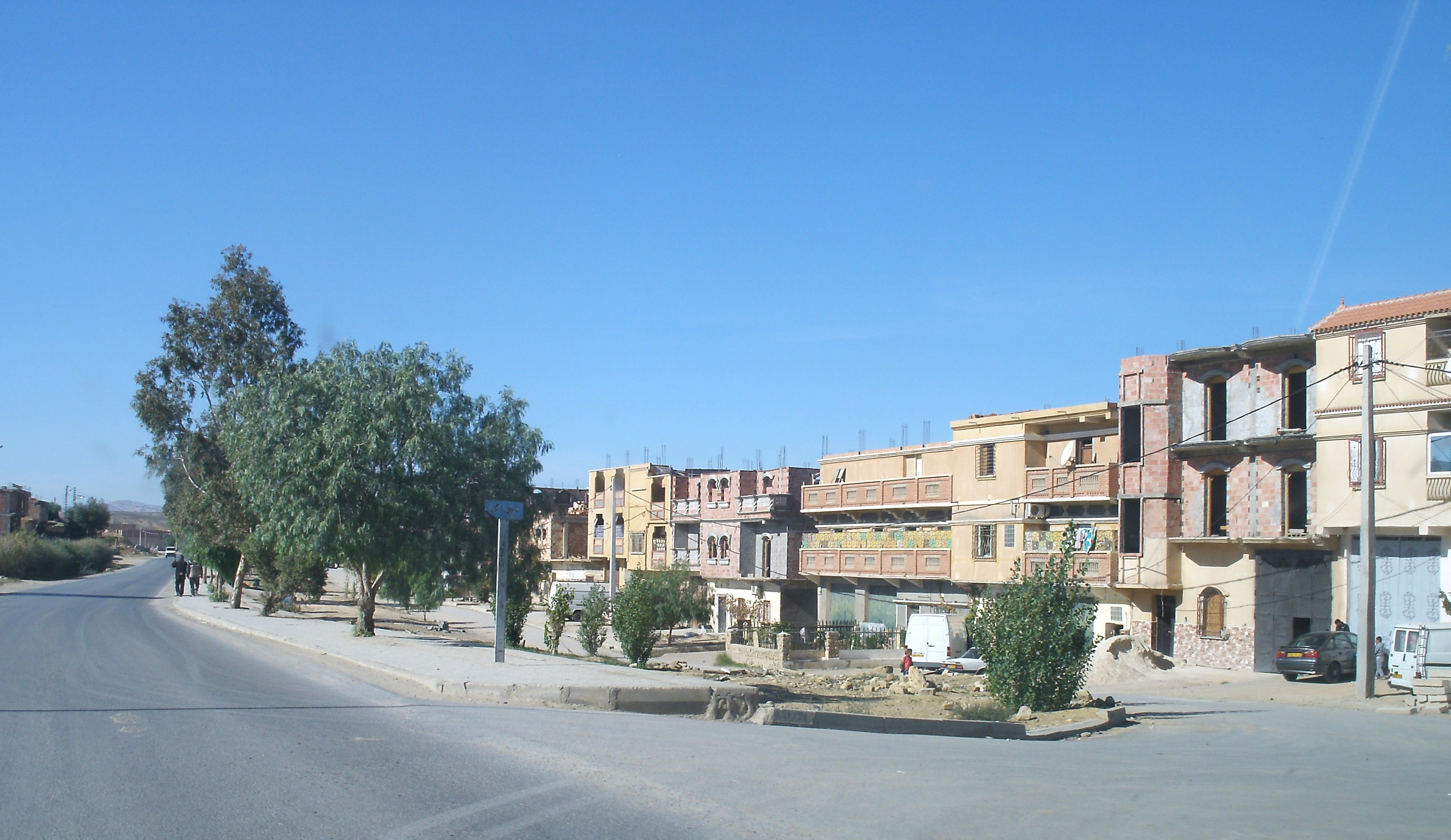
舍尼蓋勒

舍尼蓋勒（阿拉伯语：‎），是阿爾及利亞的城鎮，位於該國北部麥迪亞省，由舍拉萊阿德豪拉區負責管轄，面積164平方公里，2008年人口6,866，人口密度每平方公里42人。